# 競艇少女
『競艇少女』（きょうていしょうじょ）は、1996年から2003年までスーパージャンプで連載されていた競艇漫画。作：寺島優、絵：小泉裕洋（現在は小泉ヤスヒロ）。単行本は全14巻。連載終了後は2004年にJAL女子王座決定戦競走のポスターイメージとして採用され、2008年6月からコンビニ版が発売されている。

## ストーリー
速水財閥の三女であるお嬢様「速水晶（あきら）」は、学校帰りに借金取りから逃げる男「三田村」と出会い、三田村の趣味である競艇場に一緒に行くことになる。速水は男女が戦う競艇の世界に魅かれる。母や家族の猛反対を押し切り、学校や海外留学を捨て、選手になることを決意する。
1 - 5巻は研修所（本栖湖にあった時代）編、6 - 14巻はプロ編と2部構成になっている。

## 主な登場人物

### 主要登場人物
速水 晶
主人公。速水財閥のお嬢様で、作中全ての人に敬語で接する。
借金取りから逃げる男「三田村」と出会い、三田村の趣味である競艇場に一緒に行くことになる。
同じ女性の、選手の走行に魅かれ、競艇選手になる事を決意する。
難関であった試験も合格となり、厳しい研修を乗り越え、競艇選手の仲間入りとなる。
選手登録番号は4525番（現実世界の登録番号4525番は103期の真子奈津実）。
木原 由紀
速水と同期で最大のライバル。両親も競艇選手である。
気が強く、クールな一面で男勝りな性格を見せる。
三田村
速水を競艇の世界に導いた張本人。
借金取りから逃げていたが、速水に助けられる。
速水が選手になる決意をした後もサポートしていた。鉄工所を営んでいる。
高塚
速水財閥の執事、速水を見守っている。
競艇選手になる事で最初は反対していたが、速水の固い決意に同情する。
デビュー後も競艇場で三田村と応援に行っている。
国島 康成
速水と同期で、プロになった後も速水の良きパートナーだった。
速水が初優勝を決めた時、成長できない自分に嫌気が差し、ある日突然姿を消した。

### 研修所編
野田 志郎
研修所教官。速水の素質に魅かれ、徹底的に指導した。
女性選手をSG優勝させるのが夢である。
九宝寺 亮
速水を敵対視していたが、トラブルを起こし、研修所を出るが、速水の説得により出戻りになる。
高校時代、暴力事件を起こし、退学処分になった過去を持つ。
喜多村 聡
元ラリー選手。妻子持ちであるが、生活がかかっている為、かなりの腕前である。
のちにリーグ戦で優勝する。
シルビア山田
日系ブラジル三世。速水と共に厳しい訓練で助け合ってきた。
しかし、リーグ戦で重傷を負い、デビューが遅れてしまう。
西郷
速水の先輩にあたる訓練生。スランプに落ち込んでいたが、試験に来ていた速水に励まされる。
のちにアドバイスをしたり、互いに励まし合っていた。
村岡 祥子
新人女性賞金王で、速水の憧れである女性選手。講習のため研修所に現れる。
胸に出来た傷跡を見せ、速水に競艇の厳しさを教える。野田の教え子でもある。

### プロ編
梅本 愛人
速水が所属する「梅の会」の代表。後輩に対しては厳しいが、スケベな面も見せる。
加納 真也
梅の会に所属する若手レーサー、性格は明るい。
SGレースに何度も出場しながら優勝はしていないため「無冠の帝王」と呼ばれている。
吉岡 次郎
速水の初勝利の相手だったベテラン選手。気が強く、女性選手を嫌っている。
観月 麻央
女性選手の憧れの的で「姫さま」と呼ばれている。
女性選手を嫌っていた吉岡をライバル視していた。
犬神丈一郎
SGレースにも出場した事があるヤンキー風のお調子者。
加納とは親友でありライバルであるが、最近は事故が多くランク落ちしている。
木原 由三
由紀の父、「ミスター競艇」と言われていたベテラン。
速水との優勝戦で直接対決に敗れ、引退を決意する。
城之内順子
角刈りで男勝りの体格を持つ女性選手。通称「GIジョー」。
女子選手No,1の実力を持ち、SGレースでは何度も出場している。

諸星 満里
城之内と同期で元祖アイドルレーサー。通称「マリリン」。
性格も明るく、ファンも多い。1児の母でもある。
鮫島 直人
最年少でSGタイトルを獲得した強敵。かなりの能天気で速水を困らせている。
元ボクサーの過去を持つ。
大道寺源海
SG3連覇の実力を持つ最強の男。頭はスキンヘッドにしている。
性格は冷静だが、レースを終えると心優しい笑顔を見せる。